# Liste des espaces verts de Toulouse
Cet article dresse une liste des espaces verts de Toulouse, en France.

## Bois
| Nom                                    | Superficie     | Adresse                                                               | Coordonnées                 | Notes            | Illustration |
| -------------------------------------- | -------------- | --------------------------------------------------------------------- | --------------------------- | ---------------- | ------------ |
| Petit Bois de Bellefontaine            | 41 011 m2      | Chemin de Lestang Rue Georges-Bernanos Rue Gilbert-Samuel-Teboul      | 43° 33′ 49″ N, 1° 23′ 48″ E |                  |              |
| Bois de Limayrac                       | 59 765 m2      | Allée de Limayrac Chemin de Firmis                                    | 43° 35′ 20″ N, 1° 29′ 08″ E |                  |              |
| Bois de Pouciquot (partie toulousaine) | env. 70 500 m2 | Rue de Malaga                                                         | 43° 33′ 25″ N, 1° 28′ 37″ E | ZNIEFF de type I |              |
| Bois de Sarabelle                      | 41 011 m2      | Allée des Mûriers-de-Brindejonc Impasse Pierre-Maurand Rue de Martini | 43° 34′ 54″ N, 1° 29′ 29″ E |                  |              |

## Coulées vertes
| Nom                          | Superficie | Adresse                                                                           | Coordonnées                 | Notes             | Illustration |
| ---------------------------- | ---------- | --------------------------------------------------------------------------------- | --------------------------- | ----------------- | ------------ |
| Coulée verte des Amidonniers | 25 077 m2  | Avenue de l'Ancien-Vélodrome Rue des Amidonniers                                  | 43° 36′ 24″ N, 1° 25′ 15″ E |                   |              |
| Coulée verte d'Ancely        | 9 800 m2   | Avenue des Arènes-Romaines                                                        | 43° 37′ 19″ N, 1° 24′ 01″ E |                   |              |
| Coulée verte du Négogousses  | 54 929 m2  | Avenue Louis-Bazerque Rue Paul-Mesplé Rue Roger-Camboulives                       | 43° 34′ 17″ N, 1° 23′ 06″ E |                   |              |
| Coulée verte de Sesquières   | 44 046 m2  | Route de Blagnac                                                                  | 43° 38′ 56″ N, 1° 24′ 17″ E | ZNIEFF de type II |              |
| Coulée verte du Touch        | 129 121 m2 | Avenue de Lardenne Chemin de Tournefeuille Impasse Michel-Lesbre Route de Bayonne | 43° 35′ 51″ N, 1° 22′ 30″ E | ZNIEFF de type I  |              |

## Espaces nature
| Nom                              | Superficie | Adresse                                     | Coordonnées                 | Notes | Illustration |
| -------------------------------- | ---------- | ------------------------------------------- | --------------------------- | ----- | ------------ |
| Espace du Ramelet                | 32 969 m2  | Mail Berduret Rue Francis-Lopez             | 43° 38′ 12″ N, 1° 27′ 43″ E |       |              |
| Espace nature de la Marcaissonne | 6 958 m2   | Avenue de la Marcaissonne Route de Revel    | 43° 34′ 18″ N, 1° 30′ 08″ E |       |              |
| Espace nature de Ribaute         | 149 021 m2 | Avenue de la Marcaissonne Chemin de Ribaute | 43° 34′ 38″ N, 1° 30′ 07″ E |       |              |
| Espace nature de Saint-Martin    | 18 061 m2  | Route de Bayonne 18 rue Vélasquez           | 43° 36′ 32″ N, 1° 23′ 00″ E |       |              |

## Jardins
| Nom                                               | Superficie | Adresse                                                                                         | Coordonnées                 | Notes                     | Illustration |
| ------------------------------------------------- | ---------- | ----------------------------------------------------------------------------------------------- | --------------------------- | ------------------------- | ------------ |
| Jardin 14 - Chemin-Niboul                         | 947 m2     | Chemin de Niboul Rue Edmond-Rostand Rue Maurice-Mélat                                           | 43° 38′ 17″ N, 1° 26′ 50″ E |                           |              |
| Jardin Abadie                                     | 4 288 m2   | Avenue François-Collignon                                                                       | 43° 37′ 00″ N, 1° 26′ 45″ E |                           |              |
| Jardin Albert-Carovis                             | 3 006 m2   | Rue Albert-Carovis Rue Antoine-Portal                                                           | 43° 33′ 01″ N, 1° 23′ 01″ E |                           |              |
| Jardin Ambroise-Thomas                            | 473 m2     | Chemin de la Butte Rue Ambroise-Thomas                                                          | 43° 34′ 47″ N, 1° 28′ 24″ E |                           |              |
| Jardin Antoine-Portal                             | 2 374 m2   | Rue André-Broussin Rue Antoine-Portal                                                           | 43° 34′ 55″ N, 1° 23′ 01″ E |                           |              |
| Jardin Ausone                                     | 3 224 m2   | Impasse Ausone Impasse Étienne-Lacépède Impasse Fortunat                                        | 43° 37′ 27″ N, 1° 27′ 10″ E |                           |              |
| Jardin de l'avenue de la Gloire                   | 1 423 m2   | Avenue de la Gloire Impasse de Soupetard                                                        | 43° 36′ 27″ N, 1° 28′ 05″ E |                           |              |
| Jardin Avranches                                  | 5 001 m2   | Rue d'Avranches Rue Simone-Boudet                                                               | 43° 37′ 53″ N, 1° 27′ 50″ E |                           |              |
| Jardin Aymé-Kunc                                  | 1 303 m2   | Place de Bologne                                                                                | 43° 36′ 12″ N, 1° 26′ 16″ E |                           |              |
| Jardin Baluffet                                   | 2 998 m2   | Rue André-Jacoubet Rue Jean-Fourcassié Rue des Muses                                            | 43° 35′ 55″ N, 1° 23′ 21″ E |                           |              |
| Jardins du Barry                                  | 87 650 m2  | Rue Gaston-Ramon Voie du T.O.E.C.                                                               | 43° 36′ 00″ N, 1° 24′ 08″ E |                           |              |
| Jardin de Bellevue                                | 1 582 m2   | 69 ter route de Narbonne 86 chemin de la Salade-Ponsan                                          | 43° 34′ 07″ N, 1° 27′ 16″ E |                           |              |
| Jardin Berduret                                   | 2 998 m2   | Mail Berduret Rue Francis-Lopez                                                                 | 43° 38′ 10″ N, 1° 27′ 43″ E |                           |              |
| Jardin de Bois-Daurade                            | 6 767 m2   | Rue du Général-Giraud Rue Henri-Ébelot                                                          | 43° 38′ 32″ N, 1° 27′ 43″ E |                           |              |
| Jardin Bourbaki                                   | 704 m2     | Rue du Général-Hoche                                                                            | 43° 37′ 27″ N, 1° 25′ 52″ E |                           |              |
| Jardin de la Butte                                | 1 102 m2   | Chemin de la Butte Rue des Chardons                                                             | 43° 34′ 52″ N, 1° 28′ 11″ E |                           |              |
| Jardin de la Cabarette                            | 1 517 m2   | Chemin de Lanusse Chemin de Lapujade Place de la Cabarette                                      | 43° 38′ 06″ N, 1° 27′ 45″ E |                           |              |
| Jardin du Castelet                                | 1 089 m2   | 12 rue Caffarelli                                                                               | 43° 36′ 30″ N, 1° 27′ 03″ E |                           |              |
| Jardin de Catala                                  | 744 m2     | Chemin de Catala Rue Marcel-Pagnol                                                              | 43° 35′ 12″ N, 1° 22′ 53″ E |                           |              |
| Jardin Cervantès                                  | 5 175 m2   | Rue Cervantès                                                                                   | 43° 37′ 56″ N, 1° 25′ 37″ E |                           |              |
| Jardin Chantecler                                 | 526 m2     | Avenue Maurice-Bourgès-Maunoury Rue Edmond-Rostand                                              | 43° 38′ 29″ N, 1° 26′ 58″ E |                           |              |
| Jardin Charles-Gaspard                            | 1 893 m2   | Rue Honoré-Reille Rue Montcabrier                                                               | 43° 36′ 34″ N, 1° 27′ 35″ E |                           |              |
| Jardin du Château-de-l'Hers                       | 6 321 m2   | Rue Claudius-Rougenet                                                                           | 43° 36′ 05″ N, 1° 29′ 06″ E |                           |              |
| Jardin du Chemin-Fourtou                          | 1 430 m2   | Chemin du Fourtou Chemin des Pradettes Rue Charles-Géniaux                                      | 43° 34′ 44″ N, 1° 23′ 19″ E |                           |              |
| Jardin du Chemin-de-Nicol                         | 690 m2     | Chemin de Nicol                                                                                 | 43° 38′ 03″ N, 1° 28′ 01″ E |                           |              |
| Jardin Claude-Nougaro                             | 2 289 m2   | Avenue des Minimes 90 rue du Général-Bourbaki                                                   | 43° 37′ 18″ N, 1° 26′ 03″ E |                           |              |
| Jardin Clémence-Isaure                            | 1 558 m2   | Rue des Arcs-Saint-Cyprien Rue de Cugnaux                                                       | 43° 35′ 44″ N, 1° 25′ 54″ E |                           |              |
| Jardin Compans-Caffarelli                         | 38 507 m2  | Boulevard Lascrosses Boulevard de la Marquette                                                  | 43° 36′ 42″ N, 1° 25′ 57″ E |                           |              |
| Jardin des Cormiers                               | 270 m2     | Rue des Cèdres Rue des Cormiers                                                                 | 43° 34′ 19″ N, 1° 27′ 26″ E |                           |              |
| Jardin des Corolles                               | 1 247 m2   | Rue Robert-Mesuret                                                                              | 43° 34′ 00″ N, 1° 24′ 14″ E |                           |              |
| Jardin de la Coquille                             | 3 089 m2   | Avenue de la Gloire Rue Claude-Augé                                                             | 43° 36′ 25″ N, 1° 28′ 19″ E |                           |              |
| Jardin des Crêtes                                 | 808 m2     | Avenue Jacques-Chirac                                                                           | 43° 36′ 18″ N, 1° 28′ 26″ E |                           |              |
| Jardin de la Dalbade                              | 720 m2     | Rue Henri-de-Gorsse Rue Saint-Rémésy                                                            | 43° 35′ 52″ N, 1° 26′ 34″ E |                           |              |
| Jardin de l'Église-de-Croix-Daurade               | 900 m2     | Passage Nicolas-Lieberknecht                                                                    | 43° 38′ 09″ N, 1° 27′ 54″ E |                           |              |
| Jardin d'Embarthe                                 | 3 520 m2   | 15 rue d'Embarthe 18 rue des Quêteurs                                                           | 43° 36′ 34″ N, 1° 26′ 17″ E |                           |              |
| Jardin Émile-Cartailhac                           | 491 m2     | Rue Émile-Cartailhac                                                                            | 43° 36′ 28″ N, 1° 26′ 25″ E |                           |              |
| Jardin Ernest-Pihlak                              | 1 434 m2   | Chemin de Liffard Rue Darboussier                                                               | 43° 33′ 34″ N, 1° 22′ 40″ E |                           |              |
| Jardin Félix-Tisserand                            | 4 202 m2   | Avenue Camille-Flammarion                                                                       | 43° 36′ 41″ N, 1° 27′ 43″ E |                           |              |
| Jardin des Fontaines                              | 5 840 m2   | 128 rue des Fontaines                                                                           | 43° 36′ 05″ N, 1° 25′ 09″ E |                           |              |
| Jardin des Fontanelles                            | 1 377 m2   | Chemin des Fontanelles                                                                          | 43° 36′ 04″ N, 1° 28′ 53″ E |                           |              |
| Jardin Francis-de-Pressensé                       | 1 818 m2   | Avenue Francis-de-Pressensé                                                                     | 43° 36′ 19″ N, 1° 24′ 44″ E |                           |              |
| Jardin Gaspard-Coriolis                           | 3 986 m2   | Avenue Gaspard-Coriolis Rue Louis-de-Broglie                                                    | 43° 34′ 46″ N, 1° 22′ 55″ E |                           |              |
| Jardin Georges-Giesper                            | 565 m2     | Rue Condeau Rue du Professeur-Léon-Jammes                                                       | 43° 37′ 03″ N, 1° 26′ 19″ E |                           |              |
| Jardin Gaston-Dupouy                              | 2 495 m2   | Chemin du Marin Rue du Professeur-Gaston-Dupouy                                                 | 43° 34′ 52″ N, 1° 22′ 49″ E |                           |              |
| Jardin de la Genèse                               | 490 m2     | Rue Julie-Demouis                                                                               | 43° 38′ 06″ N, 1° 26′ 58″ E |                           |              |
| Jardin du Grand Rond                              | 33 029 m2  | Boulingrin                                                                                      | 43° 35′ 45″ N, 1° 27′ 09″ E | Jardin remarquable (2015) |              |
| Jardin de la Grenouille                           | 829 m2     | Rue Jeanne-de-Ségla                                                                             | 43° 38′ 02″ N, 1° 26′ 57″ E |                           |              |
| Jardin Guillaume-Ibos                             | 1 223 m2   | Rue Guillaume-Ibos                                                                              | 43° 38′ 41″ N, 1° 26′ 15″ E |                           |              |
| Jardin des Hauts-de-Bonnefoy                      | 7 466 m2   | Rue du Faubourg-Bonnefoy Rue Garibaldi                                                          | 43° 37′ 22″ N, 1° 27′ 28″ E |                           |              |
| Jardin Henri-Gaussen                              | 6 915 m2   | 35 allées Jules-Guesde (public) 2 rue Jean-Baptiste-Lamarck (administratif)                     | 43° 39′ 48″ N, 1° 26′ 10″ E | Jardin botanique          |              |
| Jardin Hilaire-Chardonnet                         | 3 255 m2   | Rue Hilaire-Chardonnet                                                                          | 43° 36′ 25″ N, 1° 24′ 21″ E |                           |              |
| Jardin de l'Hippodrome                            | 6 969 m2   | Impasse de l'Hippodrome                                                                         | 43° 35′ 26″ N, 1° 24′ 39″ E |                           |              |
| Jardin de l'impasse du Cimetière-de-Croix-Daurade | 3 077 m2   | Impasse du Cimetière-de-Croix-Daurade                                                           | 43° 38′ 19″ N, 1° 27′ 51″ E |                           |              |
| Jardin Jacky-Boquet                               | 3 274 m2   | Rue Antoine-Van-Dyck Rue des Chamois                                                            | 43° 38′ 24″ N, 1° 26′ 30″ E |                           |              |
| Jardin Jacques-Chapou                             | 1 275 m2   | 1 rue Saunière                                                                                  | 43° 36′ 34″ N, 1° 25′ 07″ E |                           |              |
| Jardin japonais Pierre-Baudis                     | 5 994 m2   | Boulevard Lascrosses                                                                            | 43° 36′ 43″ N, 1° 25′ 56″ E | Jardin remarquable (2006) |              |
| Jardin Jean-Boudou                                | 4 590 m2   | Rue Jacques-Cassan Rue Luce-Boyals Rue des Munitionnettes Rue Thomas-Dupuy                      | 43° 36′ 07″ N, 1° 24′ 20″ E |                           |              |
| Jardin Jules-Julien                               | 2 549 m2   | Avenue des Écoles-Jules-Julien                                                                  | 43° 34′ 26″ N, 1° 27′ 10″ E |                           |              |
| Jardin de Lalande                                 | 3 640 m2   | Avenue de Fronton                                                                               | 43° 38′ 55″ N, 1° 25′ 55″ E |                           |              |
| Jardin de Lapujade                                | 3 089 m2   | Chemin de Lapujade Rue du Maltens                                                               | 43° 37′ 08″ N, 1° 27′ 08″ E |                           |              |
| Jardin Lefranc-de-Pompignan                       | 2 490 m2   | Rue Lefranc-de-Pompignan                                                                        | 43° 34′ 13″ N, 1° 26′ 54″ E |                           |              |
| Jardins de la Ligne                               | 21 306 m2  | Avenue de l'Aérodrome-de-Montaudran Piste des Géants Rue Jacqueline-Auriol                      | 43° 34′ 22″ N, 1° 28′ 35″ E |                           |              |
| Jardin de la Maison-des-Mères                     | 1 730 m2   | Boulevard Armand-Duportal                                                                       | 43° 36′ 36″ N, 1° 26′ 07″ E |                           |              |
| Jardin Marcel-Thourel                             | 1 291 m2   | Allée Jacques-Chaban-Delmas Rue René-Leduc                                                      | 43° 36′ 41″ N, 1° 27′ 25″ E |                           |              |
| Jardin Maurice-Bécanne                            | 3 088 m2   | 19 rue Théodore-Rivière 18 rue François-Ricardie                                                | 43° 35′ 05″ N, 1° 25′ 25″ E |                           |              |
| Jardin Maria-Combes                               | 4 498 m2   | Rue Froideterre Rue Simone-Henry                                                                | 43° 39′ 00″ N, 1° 26′ 55″ E |                           |              |
| Jardin Michelet                                   | 12 830 m2  | Rue du Faubourg-Bonnefoy Rue de Périole                                                         | 43° 36′ 57″ N, 1° 27′ 19″ E |                           |              |
| Jardin Michoun                                    | 2 317 m2   | Chemin Michoun                                                                                  | 43° 37′ 34″ N, 1° 28′ 06″ E |                           |              |
| Jardin Moiroud                                    | 212 m2     | Boulevard de Marengo 7 rue Moiroud                                                              | 43° 36′ 37″ N, 1° 27′ 25″ E |                           |              |
| Jardins du Muséum                                 | 5 413 m2   | 24-26 avenue Maurice-Bourgès-Maunoury                                                           | 43° 35′ 36″ N, 1° 26′ 59″ E | Jardin botanique          |              |
| Jardin Niel                                       | 18 945 m2  | Place Guy-Hersant Rue des Casernes Rue Saint-Roch                                               | 43° 34′ 41″ N, 1° 26′ 43″ E |                           |              |
| Jardin de l'Observatoire                          | 22 752 m2  | Avenue Camille-Flammarion Rue Johannes-Kepler                                                   | 43° 36′ 44″ N, 1° 27′ 46″ E |                           |              |
| Jardin de l'Observatoire des Oiseaux              | 713 m2     | Chemin Raynal Rue Pierrette-Louin                                                               | 43° 37′ 41″ N, 1° 27′ 08″ E |                           |              |
| Jardin des Oiseaux                                | 2 567 m2   | Avenue Albert-Bedouce Rue Jeanne-Marvig Rue Paul-Éluard                                         | 43° 34′ 49″ N, 1° 27′ 46″ E |                           |              |
| Jardin Oublié                                     | 965 m2     | Chemin Pujibet Rue Hubert-Monloup                                                               | 43° 38′ 13″ N, 1° 27′ 26″ E |                           |              |
| Jardin Pavillons-Sauvages                         | 1 471 m2   | 35 avenue Jean-Dagnaux                                                                          | 43° 37′ 01″ N, 1° 25′ 50″ E |                           |              |
| Jardin du Pays-d'Oc                               | 8 964 m2   | Rue François-Longaud Rue des Gallois                                                            | 43° 35′ 20″ N, 1° 26′ 31″ E |                           |              |
| Jardin du Pech                                    | 6 395 m2   | 391 route de Saint-Simon Rue du Quatorze-Juillet                                                | 43° 36′ 57″ N, 1° 27′ 19″ E |                           |              |
| Jardin Pierre-Goudouli                            | 1 657 m2   | Place du Président-Thomas-Woodrow-Wilson                                                        | 43° 36′ 17″ N, 1° 26′ 50″ E |                           |              |
| Jardin Pierre-Larousse                            | 2 064 m2   | 5 rue Pierre-Larousse                                                                           | 43° 35′ 48″ N, 1° 27′ 32″ E |                           |              |
| Jardin Pierre-Rous                                | 8 471 m2   | Rue Monserby Rue de Périole                                                                     | 43° 37′ 07″ N, 1° 27′ 55″ E |                           |              |
| Jardin de la Place-du-Marché                      | 5 828 m2   | Rue de l'Ukraine                                                                                | 43° 34′ 46″ N, 1° 24′ 45″ E |                           |              |
| Jardin des Plantes                                | 67 059 m2  | Allées Jules-Guesde Allée Serge-Ravanel Boulingrin Rue Alfred-Duméril                           | 43° 35′ 34″ N, 1° 27′ 05″ E |                           |              |
| Jardin des Platanes                               | 9 636 m2   | Rue René-Sentenac                                                                               | 43° 36′ 36″ N, 1° 22′ 48″ E |                           |              |
| Jardin des Ponts-Jumeaux                          | 3 820 m2   | Rue Henri-Docquiert Rue Paul-Kruger Rue Philippe-Wolff                                          | 43° 36′ 51″ N, 1° 25′ 21″ E |                           |              |
| Jardin du Port-de-l'Embouchure                    | 13 376 m2  | Port de l'Embouchure                                                                            | 43° 36′ 41″ N, 1° 25′ 00″ E |                           |              |
| Jardin du Port-de-la Daurade                      | 3 265 m2   | Place de la Daurade                                                                             | 43° 36′ 05″ N, 1° 26′ 20″ E |                           |              |
| Jardin des Pots-Bleus                             | 1 931 m2   | Chemin des Izards Rue Olympe-de-Gouges                                                          | 43° 38′ 32″ N, 1° 26′ 43″ E |                           |              |
| Jardin de la Poudrerie                            | 9 408 m2   | Allée Henri-Sellier Impasse des Cormorans Impasse des Hérons Rue des Mouettes                   | 43° 34′ 33″ N, 1° 26′ 17″ E |                           |              |
| Jardin de la prairie des Filtres                  | 52 086 m2  | Cours Dillon                                                                                    | 43° 35′ 44″ N, 1° 26′ 13″ E |                           |              |
| Jardin de Rangueil                                | 11 236 m2  | 113 avenue de Rangueil Rue Émile-Guyou                                                          | 43° 34′ 23″ N, 1° 27′ 42″ E |                           |              |
| Jardin Raymond-Corraze                            | 2 078 m2   | Rue Raymond-Corraze                                                                             | 43° 34′ 46″ N, 1° 29′ 05″ E |                           |              |
| Jardin Raymond-VI                                 | 22 763 m2  | Allées Charles-de-Fitte                                                                         | 43° 36′ 03″ N, 1° 25′ 49″ E |                           |              |
| Jardin Robert-Cambert                             | 4 762 m2   | Cheminement Robert-Cambert Rue Georges-Candilis                                                 | 43° 34′ 08″ N, 1° 24′ 13″ E |                           |              |
| Jardin Robert-Gillis                              | 4 339 m2   | Rue du Canigou Rue du Portillon                                                                 | 43° 34′ 43″ N, 1° 28′ 44″ E |                           |              |
| Jardin Rosine-Bet                                 | 3 410 m2   | Avenue du Président-Gaston-Doumergue Avenue de la Roseraie Place Rosine-Bet                     | 43° 37′ 25″ N, 1° 28′ 04″ E |                           |              |
| Jardin Royal                                      | 16 767 m2  | Allées Jules-Guesde Boulingrin Rue du Huit-Mai-1945 Rue Jules-de-Rességuier Rue Théodore-Ozenne | 43° 35′ 44″ N, 1° 27′ 00″ E | Jardin remarquable (2015) |              |
| Jardin Rue-Adolphe-Coll                           | 662 m2     | Rue Adolphe-Coll                                                                                | 43° 35′ 52″ N, 1° 25′ 28″ E |                           |              |
| Jardin Rue des Anges                              | 4 016 m2   | Rue des Anges Rue d'Arcachon                                                                    | 43° 37′ 19″ N, 1° 26′ 18″ E |                           |              |
| Jardin Rue-de-Bordeaux                            | 1 234 m2   | Avenue Frédéric-Estèbe Rue de Bordeaux                                                          | 43° 37′ 26″ N, 1° 26′ 14″ E |                           |              |
| Jardin Rue-de-Cugnaux                             | 1 236 m2   | 87 rue de Cugnaux                                                                               | 43° 35′ 38″ N, 1° 25′ 33″ E |                           |              |
| Jardin Rue-du-Lot                                 | 5 997 m2   | Rue du Lot                                                                                      | 43° 34′ 56″ N, 1° 24′ 25″ E |                           |              |
| Jardin Rue-René-Cassin                            | 904 m2     | Rue du Général-Tranié Rue René-Cassin Rue Saint-Vincent-de-Paul                                 | 43° 37′ 25″ N, 1° 27′ 22″ E |                           |              |
| Jardin Rue-de-Tunis                               | 1 562 m2   | Rue Baptiste-Marcet Rue de Tunis                                                                | 43° 37′ 13″ N, 1° 26′ 35″ E |                           |              |
| Jardin Rue-Vendôme                                | 1 882 m2   | Rue Ariane Rue Régence Rue Vendôme                                                              | 43° 34′ 02″ N, 1° 24′ 39″ E |                           |              |
| Jardin Sacarin                                    | 4 762 m2   | Rue Jean-Micoud Rue du Professeur-Jean-Martin                                                   | 43° 36′ 07″ N, 1° 27′ 48″ E |                           |              |
| Jardin Saint-Denis                                | 239 m2     | Rue Robespierre Rue Saint-Denis                                                                 | 43° 35′ 09″ N, 1° 26′ 57″ E |                           |              |
| Jardin Sauvegrain                                 | 1 243 m2   | Place Jacques-Sauvegrain                                                                        | 43° 35′ 22″ N, 1° 22′ 39″ E |                           |              |
| Jardin du Séminaire                               | 9 068 m2   | Chemin du Séminaire Impasse du Baron Impasse du Séminaire                                       | 43° 38′ 31″ N, 1° 26′ 04″ E |                           |              |
| Jardin de Serveyrolles                            | 6 419 m2   | Rue Charles-Garnier Rue Pigni                                                                   | 43° 36′ 29″ N, 1° 28′ 40″ E |                           |              |
| Jardin du Soleil-d'Or                             | 5 686 m2   | Rue du Soleil-d'Or                                                                              | 43° 36′ 53″ N, 1° 24′ 27″ E |                           |              |
| Jardin de Soupetard                               | 5 668 m2   | Avenue Jacques-Chirac Rue des Genêts                                                            | 43° 36′ 33″ N, 1° 28′ 19″ E |                           |              |
| Jardin Toit-du-Roulant                            | 798 m2     | Rue Ernest-Feydeau Square Toit-du-Roulant                                                       | 43° 37′ 32″ N, 1° 28′ 09″ E |                           |              |
| Jardin du Vanier                                  | 19 506 m2  | Rue Émile-Lécrivain Rue Raymond-Vanier Rue Robert-Esnault-Pelterie                              | 43° 34′ 24″ N, 1° 29′ 15″ E |                           |              |
| Jardin du Verrier                                 | 591 m2     | 10 rue Godolin                                                                                  | 43° 36′ 49″ N, 1° 26′ 21″ E |                           |              |
| Jardin Viollet-le-Duc                             | 19 506 m2  | Rue Jacques-Jean-Esquié Rue René-Coty Rue Viollet-le-Duc                                        | 43° 34′ 54″ N, 1° 23′ 35″ E |                           |              |
| Jardin Yves-Bergougnan                            | 8 649 m2   | Avenue de Lardenne Rue Ella-Maillart                                                            | 43° 35′ 39″ N, 1° 24′ 30″ E |                           |              |

## Parcs
| Nom                           | Superficie | Adresse | Coordonnées                 | Notes             | Illustration |
| ----------------------------- | ---------- | --- | --------------------------- | ----------------- | ------------ |
| Parc Alalouf                  | 11 484 m2  | Route de Revel Rue Émile-Lécrivain | 43° 34′ 35″ N, 1° 29′ 08″ E |                   |              |
| Parc Antoine-de-Saint-Exupéry | 6 156 m2   | Avenue Antoine-de-Saint-Exupéry Avenue du Petit-Prince                                                                                  | 43° 35′ 01″ N, 1° 28′ 10″ E |                   |              |
| Parc Aristide-Maillol         | 19 864 m2  | Impasse du Recteur-Lapie Rue Aristide-Maillol Rue du Professeur-Jean-Sendrail                                                           | 43° 34′ 35″ N, 1° 23′ 48″ E |                   |              |
| Grand Parc de Bagatelle       | 5 768 m2   | Chemin de Bagatelle Rue de la Charente Rue Georges-Vaur Rue du Lot                                                                      | 43° 34′ 56″ N, 1° 24′ 30″ E |                   |              |
| Parc de Bagatelle             | 14 216 m2  | Rue du Bachaga-Boualam Rue du Lot | 43° 34′ 50″ N, 1° 24′ 28″ E |                   |              |
| Parc de la Boisseraie         | 5 867 m2   | 25 rue Jean-Baptiste-Noulet 48 rue Pradal                                                                                               | 43° 35′ 22″ N, 1° 27′ 53″ E |                   |              |
| Parc de Bourrassol            | 11 548 m2  | Impasse Pouvillon | 43° 36′ 09″ N, 1° 25′ 02″ E |                   |              |
| Parc des Cèdres               | 12 193 m2  | Chemin des Pradettes | 43° 34′ 43″ N, 1° 23′ 10″ E |                   |              |
| Parc du Château-de-Reynerie   | 10 919 m2  | 160 chemin de Lestang | 43° 34′ 22″ N, 1° 23′ 52″ E |                   |              |
| Parc de Clairfont             | 15 746 m2  | Allée de Bellefontaine Avenue de Reynerie Rue Raymond-Lizop                                                                             | 43° 34′ 00″ N, 1° 23′ 58″ E |                   |              |
| Parc de la Faourette          | 42 839 m2  | Rue de la Faourette Rue Jules-Amilhau Rue de l'Ukraine                                                                                  | 43° 34′ 50″ N, 1° 24′ 57″ E |                   |              |
| Parc Félix-Lavit              | 8 615 m2   | Avenue Georges-Pompidou Rue Léon-Jouhaux Rue Urbain-Le Verrier                                                                          | 43° 36′ 46″ N, 1° 27′ 38″ E |                   |              |
| Parc de Fleurance             | 10 278 m2  | Chemin de Tournefeuille Rue André-Turcat Rue Gilbert-Defer                                                                              | 43° 35′ 54″ N, 1° 22′ 05″ E |                   |              |
| Parc Fontaine-Lestang         | 21 148 m2  | Rue Jacques-Gamelin | 43° 35′ 02″ N, 1° 25′ 17″ E |                   |              |
| Parc Georges-Duhamel          | 10 058 m2  | Passage Georges-Duhamel Passage Louis-Pergaud Rue de la Tourasse                                                                        | 43° 33′ 51″ N, 1° 23′ 39″ E |                   |              |
| Parc Georges-Rigal            | 19 864 m2  | Rue Antoine-Van-Dyck Rue Raphaël | 43° 38′ 30″ N, 1° 26′ 29″ E |                   |              |
| Parc de la Grande Plaine      | 85 680 m2  | Avenue de Castres Avenue Jean-Gonord | 43° 35′ 26″ N, 1° 29′ 31″ E |                   |              |
| Parc du Hameau-47             | 7 170 m2   | Route de Saint-Simon Rue Alex-Coutet | 43° 34′ 35″ N, 1° 23′ 21″ E |                   |              |
| Parc de l'Île-du-Ramier       | 71 352 m2  | 16 chemin de la Loge | 43° 34′ 41″ N, 1° 25′ 52″ E | ZNIEFF de type II |              |
| Parc JOB                      | 9 421 m2   | Allée du Père-René-de-Naurois Chemin de la Garonne Rue Bardou Rue Ticky-Holgado                                                         | 43° 37′ 03″ N, 1° 24′ 25″ E |                   |              |
| Parc Louis-Vestrepain         | 7 898 m2   | 59 rue Louis-Vestrepain | 43° 35′ 16″ N, 1° 24′ 58″ E |                   |              |
| Parc de la Maourine           | 71 956 m2  | Avenue Maurice-Bourgès-Maunoury Chemin Raynal Chemin de Lanusse Place Jeanne-Émilie-de-Villeneuve Rue de l'Allier Rue Édouard-Pailleron | 43° 37′ 56″ N, 1° 27′ 08″ E |                   |              |
| Parc des Merlettes            | 9 854 m2   | Allée de Guyenne Route de Seysses | 43° 34′ 27″ N, 1° 25′ 07″ E |                   |              |
| Parc de Monlong               | 21 374 m2  | Chemin de Lestang | 43° 33′ 23″ N, 1° 23′ 41″ E |                   |              |
| Parc de Montaudran            | 11 529 m2  | Chemin de l'Église-de-Montaudran | 43° 34′ 33″ N, 1° 29′ 25″ E |                   |              |
| Parc de la Mounède            | 76 358 m2  | Route de Saint-Simon Rue Claude-Marie-Perroud                                                                                           | 43° 34′ 19″ N, 1° 22′ 48″ E |                   |              |
| Parc Ozenne                   | 6 869 m2   | Route d'Albi Rue Marcel-Reine | 43° 38′ 16″ N, 1° 27′ 52″ E |                   |              |
| Parc de la Poudrerie          | 13 406 m2  | 2 Chemin de la Loge | 43° 34′ 37″ N, 1° 25′ 55″ E |                   |              |
| Parc des Ramassiers Nord      | 8 240 m2   | Rue Benoîte-Groult Rue de Caulet Rue Françoise-Héritier                                                                                 | 43° 36′ 19″ N, 1° 21′ 12″ E |                   |              |
| Parc Raymond-Maury            | 14 269 m2  | Avenue de Tabar Rue Daniel-Faucher Rue Jean-Gilles                                                                                      | 43° 34′ 25″ N, 1° 24′ 06″ E |                   |              |
| Parc de Reynerie              | 31 378 m2  | Avenue Winston-Churchill Chemin de Lestang Impasse de l'Abbé-Joseph-Salvat Rue Raymond-Lizop                                            | 43° 34′ 20″ N, 1° 23′ 55″ E |                   |              |
| Parc de la Rue-Marie-Daram    | 880 m2     | Rue Christine-de-Pisan Rue Marie-Daram Rue de Saragosse                                                                                 | 43° 37′ 48″ N, 1° 26′ 50″ E |                   |              |
| Parc du Sacré-Cœur            | 20 585 m2  | Avenue de Rangueil Rue des Roseaux | 43° 34′ 20″ N, 1° 27′ 35″ E |                   |              |
| Parc de la Salade             | 9 127 m2   | 32 avenue de Fronton 29 route de Launaguet                                                                                              | 43° 37′ 45″ N, 1° 26′ 10″ E |                   |              |
| Parc de la Vache              | 11 398 m2  | Rue Marguerite-Duras | 43° 38′ 04″ N, 1° 26′ 08″ E |                   |              |
| Parc de la Villa-Méricant     | 7 536 m2   | 8 rue Calvet 64 rue du Dix-Avril | 43° 36′ 38″ N, 1° 27′ 38″ E |                   |              |
| Parc des Violettes            | 7 601 m2   | Route de Launaguet Rue Virginia-Woolf                                                                                                   | 43° 39′ 14″ N, 1° 26′ 18″ E |                   |              |

## Promenades et sentes
| Nom                   | Superficie | Adresse | Coordonnées                 | Notes | Illustration |
| --------------------- | ---------- | --- | --------------------------- | ----- | ------------ |
| Promenade Raymond-V   | 3 890 m2   | Boulevard Armand-Duportal | 43° 36′ 25″ N, 1° 26′ 06″ E |       |              |
| Sente 1A              | 268 m2     | Avenue Maurice-Bourgès-Maunoury                                                                                               | 43° 37′ 52″ N, 1° 27′ 00″ E |       |              |
| Sente 1B              | 306 m2     | Avenue Maurice-Bourgès-Maunoury                                                                                               | 43° 37′ 55″ N, 1° 27′ 01″ E |       |              |
| Sente 1C              | 299 m2     | Avenue Maurice-Bourgès-Maunoury                                                                                               | 43° 37′ 58″ N, 1° 27′ 04″ E |       |              |
| Sente 1D              | 298 m2     | Avenue Maurice-Bourgès-Maunoury                                                                                               | 43° 38′ 01″ N, 1° 27′ 06″ E |       |              |
| Sente 2               | 6 917 m2   | Avenue Maurice-Bourgès-Maunoury Chemin de Lanusse Rue Jeanne-de-Ségla Rue Julie-Demouis Rue Paul-Valéry                       | 43° 38′ 01″ N, 1° 27′ 00″ E |       |              |
| Sente 3A              | 686 m2     | Rue Pradet Rue de Saragosse                                                                                                   | 43° 37′ 45″ N, 1° 26′ 50″ E |       |              |
| Sente 3C              | 2 844 m2   | Avenue Maurice-Bourgès-Maunoury Rue Christine-de-Pisan Rue du Général-Amédée-Gèze Rue Loubiague Rue de la Marquise-de-Sévigné | 43° 38′ 01″ N, 1° 27′ 00″ E |       |              |
| Sente 4               | 3 127 m2   | Avenue Maurice-Bourgès-Maunoury Chemin Raynal Impasse Gruney Place Antonin-Froidure Rue Pierrette-Louin                       | 43° 37′ 40″ N, 1° 27′ 00″ E |       |              |
| Sente 5               | 4 152 m2   | Avenue Maurice-Bourgès-Maunoury Chemin de Lanusse Rue Hubert-Monloup                                                          | 43° 38′ 10″ N, 1° 27′ 16″ E |       |              |
| Sente 6               | 4 994 m2   | Avenue Maurice-Bourgès-Maunoury Rue André-Etcheverlepo Rue Bertran Rue Hubert-Monloup                                         | 43° 38′ 19″ N, 1° 27′ 16″ E |       |              |
| Sente 7               | 634 m2     | Avenue Maurice-Bourgès-Maunoury Rue Maurice-Mélat Rue Sainte-Nathalie                                                         | 43° 38′ 16″ N, 1° 27′ 05″ E |       |              |
| Sente 8A              | 2 807 m2   | Chemin de Lanusse Rue Maurice-Mélat                                                                                           | 43° 38′ 12″ N, 1° 26′ 57″ E |       |              |
| Sente 8B              | 561 m2     | Rue Almodis Rue Maurice-Mélat                                                                                                 | 43° 38′ 17″ N, 1° 26′ 57″ E |       |              |
| Sente 8C              | 3 102 m2   | Chemin de Niboul Rue Almodis Rue Aria-Ly                                                                                      | 43° 38′ 14″ N, 1° 26′ 58″ E |       |              |
| Sente 9               | 2 236 m2   | Chemin de Borderouge Rue Antoine-Pastre                                                                                       | 43° 38′ 29″ N, 1° 27′ 22″ E |       |              |
| Sente 11 Paul-Harris  | 3 431 m2   | Allée Paul-Harris Rue de la Faisanderie                                                                                       | 43° 38′ 45″ N, 1° 26′ 57″ E |       |              |
| Sente 12              | 4 129 m2   | Rue des Bouquetins Rue Edmond-Rostand Rue Olympe-de-Gouges                                                                    | 43° 38′ 31″ N, 1° 26′ 51″ E |       |              |
| Sente 14              | 5 171 m2   | Cheminement Marguerite-Canal Impasse Vitry Rue Ernest-Renan                                                                   | 43° 37′ 55″ N, 1° 26′ 31″ E |       |              |
| Sente Berduret        | 67 m2      | Mail Berduret | 43° 38′ 11″ N, 1° 27′ 40″ E |       |              |
| Sente Bouquetins      | 7 778 m2   | Chemin des Izards Chemin de Niboul Rue des Bouquetins Rue Edmond-Rostand Rue du Colonel-Paul-Paillole                         | 43° 38′ 22″ N, 1° 26′ 47″ E |       |              |
| Sente Camille-Claudel | 518 m2     | Rue Camille-Claudel | 43° 35′ 50″ N, 1° 22′ 21″ E |       |              |
| Sente Marius-Tercé    | 1 851 m2   | Rue de Caulet Rue Marius-Tercé                                                                                                | 43° 36′ 25″ N, 1° 21′ 29″ E |       |              |
| Sente Maurice-Magre   | 2 119 m2   | Avenue Maurice-Magre Impasse Henri-Bonis Impasse Raymond-Sabarich Place François-Devèze                                       | 43° 34′ 40″ N, 1° 22′ 59″ E |       |              |
| Sente Naubalette      | 474 m2     | Chemin de Chantelle | 43° 38′ 08″ N, 1° 24′ 51″ E |       |              |
| Sente du Séminaire    | 968 m2     | Allée Sœur-Saint-François Chemin du Séminaire Impasse du Séminaire                                                            | 43° 38′ 27″ N, 1° 26′ 05″ E |       |              |
| Sente Yves-Bergougnan | 2 482 m2   | Impasse Roquemaurel Rue de l'Abbé-Jules-Lemire                                                                                | 43° 35′ 45″ N, 1° 24′ 29″ E |       |              |

## Squares
| Nom                              | Superficie | Adresse                                           | Coordonnées                 | Notes | Illustration |
| -------------------------------- | ---------- | ------------------------------------------------- | --------------------------- | ----- | ------------ |
| Square André-Etcheverlepo        | 781 m2     | Rue André-Etcheverlepo Rue Bertran                | 43° 38′ 24″ N, 1° 27′ 15″ E |       |              |
| Square Bertran                   | 2 588 m2   | Rue Bertran                                       | 43° 38′ 22″ N, 1° 27′ 12″ E |       |              |
| Square du Cardinal-Jules-Saliège | 3 261 m2   | Place Saint-Étienne Rue Riguepels Rue Sainte-Anne | 43° 36′ 01″ N, 1° 27′ 01″ E |       |              |
| Square Charles-de-Gaulle         | 2 238 m2   | Square Charles-de-Gaulle                          | 43° 36′ 16″ N, 1° 26′ 42″ E |       |              |
| Square du Chemin-de-Gabardie     | 1 572 m2   | Chemin de Gabardie                                | 43° 38′ 34″ N, 1° 29′ 16″ E |       |              |
| Square des Demoiselles           | 1 676 m2   | Boulevard Bernard-Griffoul-Dorval                 | 43° 35′ 18″ N, 1° 27′ 39″ E |       |              |
| Square Édouard-Privat            | 1 505 m2   | Rue des Arts Rue de Metz                          | 43° 36′ 03″ N, 1° 26′ 48″ E |       |              |
| Square Mady-de-la-Giraudière     | 4 853 m2   | Impasse du Ramier-des-Catalans                    | 43° 36′ 20″ N, 1° 25′ 34″ E |       |              |
| Square du Mont-Aigoual           | 1 229 m2   | Chemin de la Terrasse Rue du Mont-Aigoual         | 43° 35′ 13″ N, 1° 28′ 55″ E |       |              |
| Square des Petits-Débrouillards  | 186 m2     | Rue Alexandre-Dumège Rue Raymond-Lafage           | 43° 35′ 05″ N, 1° 25′ 37″ E |       |              |
| Square Sainte-Germaine           | 486 m2     | Avenue de l'U.R.S.S. Rue Saint-Thomas-d'Aquin     | 43° 34′ 50″ N, 1° 26′ 57″ E |       |              |
| Square Sainte-Nathalie           | 994 m2     | Rue Jeanne-de-Toulouse Rue Sainte-Nathalie        | 43° 38′ 18″ N, 1° 27′ 02″ E |       |              |
| Square du TOEC                   | 4 358 m2   | Voie du T.O.E.C.                                  | 43° 35′ 44″ N, 1° 24′ 02″ E |       |              |

## Zones vertes
| Nom                      | Superficie | Adresse                                                                                            | Coordonnées                 | Notes                        | Illustration |
| ------------------------ | ---------- | -------------------------------------------------------------------------------------------------- | --------------------------- | ---------------------------- | ------------ |
| Zone verte des Argoulets | 302 260 m2 | Avenue de l'Hers Avenue Jean-Chaubet Chemin du Verdon Rue des Agudes Rue Dinetard Rue de Rabastens | 43° 37′ 02″ N, 1° 28′ 51″ E | Base de sports et de loisirs |              |
| Zone verte de Pech-David | 843 100 m2 | | 43° 37′ 02″ N, 1° 28′ 51″ E | Base de sports et de loisirs |              |